# Università "Goce Delčev" di Štip
L'Università "Goce Delčev" di Štip (Универзитетот „Гоце Делчев“), è stata fondata il 27 marzo 2007. L'università comprende tredici facoltà ed una scuola superiore. Si trova nella parte orientale della Macedonia del Nord, nella città di Štip.